# Adolph Friedrich Kleinert
Adolph Friedrich Kleinert (auch Adolf; * 28. August 1802 in Lötzen; † 28. Februar 1834 in Dorpat) war ein evangelischer Theologe und Hochschullehrer.

## Leben
Kleinert wurde als Sohn eines Steuerrates in Lötzen geboren. Aufgrund schwieriger Familienverhältnisse kam er früh zu einer Pflegemutter. Von 1816 bis 1821 besuchte er das Friedrichs-Gymnasium in Gumbinnen. Anschließend ging er an die Universität Königsberg, an der sein Theologiestudium insbesondere durch Hermann Olshausen und August Hahn beeinflusst war. Für seine Entwicklung waren zudem Christian August Lobeck und Johann Friedrich Herbart von Bedeutung. Auf das Studium folgend, war er zunächst kurz als Hauslehrer in Königsberg aktiv, bevor er 1826 an das Predigerseminar in Wittenberg ging. Dort bestand er am 4. April 1829 das theologische Lizenziat. Bereits davor ging er 1828 als Dozent an die Universität Berlin, an der er sich schließlich habilitierte.
Kleinert erhielt noch im selben Jahr, 1829, einen Ruf als ordentlicher Professor der Exegetik und der Orientalischen Sprachen an die Kaiserliche Universität Dorpat. Mit dieser Berufung ging die Verleihung der philosophischen Ehrendoktorwürde (Dr. phil. h.c.) durch die Universität Königsberg einher. Er trat die Professur nach seiner Hochzeit mit Henriette Caroline Wilhelmine Maresch (1807–1837), einer Schwester des preußischen Generalmajors Johann Heinrich Ludwig Maresch und Tochter des Hofpredigers in Küstrin, Wenzeslaus Maresch (1766–1820), an. Bereits 1832 wies er einen schlechten Gesundheitszustand auf, der auch auf Überarbeitung zurückgeführt wurde. Eine Reise nach Berlin brachte kurzzeitig Besserung, allerdings stellten sich bereits 1833 bei dem, nun durch einen Privatdozenten unterstützten, Hochschullehrer neue Schwächeerscheinungen ein. Er konnte das Haus nicht mehr verlassen. Zudem litt er schließlich an einer Lungenkrankheit, die ihn zum Tod führte.
Des Weiteren führte Kleinert den Titel Hofrat.

## Publikationen (Auswahl)
- Ueber die Echtheit sämmtlicher in dem Buche Jesaia enthaltenen Weissagungen, 1. Teil, Reimer, Berlin 1829.
- Diem festum VI. Dec. Nicolai I. Imp. ... sacro nomini dicatum ... pie celebrandum indicit Ad. Frid. Kleinert: Inest Observationum ad difficiliora libri Jesaiani loca fasc. I., Dorpat 1830.
- Ueber die Entstehung, die Bestandtheile und das Alter der Bücher Esra und Nehemia, in: Dorpater Beiträgen zu den theologischen Wissenschaften, 1. Band, Dorpat 1832 S. 1–304.
- Ueber den Regierungsantritt des Artaxerxes Longimanus, in: Dorpater Beiträgen zu den theologischen Wissenschaften, 2. Band, Dorpat 1833 S. 1–232 und 364–416.